# Mexacris
Mexacris är ett släkte av insekter. Mexacris ingår i familjen gräshoppor.
Kladogram enligt Catalogue of Life:
| Mexacris | \| \| Mexacris annulicornis \| \| \| \| \| \| Mexacris colorata \| \| \| \| |
|          | \| \| Mexacris annulicornis \| \| \| \| \| \| Mexacris colorata \| \| \| \| |
|          | Mexacris annulicornis                                                       |
|          |                                                                             |
|          | Mexacris colorata                                                           |
|          |                                                                             |